# Onur Bektaş
Onur Bektaş (* 10. Dezember 1984 in Adana) ist ein türkischer Fußballspieler in Diensten von Göztepe Izmir.

## Karriere
Bektaş begann mit dem Vereinsfußball in der Jugend von MKE Ankaragücü und spielte bis auf eine halbjährige Tätigkeit in der Jugend von Gazi Fişekspor für die Hauptstädter. Zum Sommer 2004 wechselte er als Profispieler zum damaligen Drittligisten Erzincanspor. Nach einem Jahr verließ er diesen Verein und spielte der Reihe nach für Kızılcahamamspor und İnegölspor.
Zum Frühjahr 2009 wechselte er zum unbekannten Provinzverein und damaligen Viertligisten TKİ Tavşanlı Linyitspor. Mit diesem Verein wurde er zum Sommer 2009 Meister der TFF 3. Lig und stieg damit in die dritthöchste türkische Spielklasse, der TFF 2. Lig auf. Im darauffolgenden Jahr erreichte man zum Sommer 2010 den Play-off-Sieg der TFF 2. Lig und stieg damit zum ersten Mal in der Vereinsgeschichte in die zweithöchste türkische Spielklasse, die TFF 1. Lig auf. In der TFF 1. Lig setzte man sich an der Tabellenspitze fest und übernahm zeitweilig sogar die Tabellenführung. Zum Saisonende schaffte es der Verein in die Relegation der TFF 1. Lig und verpasste hier in vorletzter Instanz den Aufstieg in die Süper Lig.
Nach diesen zwei erfolgreichen Jahren erlebte die Mannschaft durch den Weggang vieler Spieler eine Revision. U. a. verließ auch Bektaş den Verein und ging zum Ligakonkurrenten Boluspor. Hier löste er bereits nach einer Saison seinen Vertrag auf und wechselte zum Zweitligisten Göztepe Izmir.

## Erfolge
- TKİ Tavşanlı Linyitspor:
  - Meister der TFF 3. Lig: 2008/09
  - Aufstieg in die TFF 2. Lig: 2008/09
  - Play-off-Sieger der TFF 2. Lig: 2009/10
  - Aufstieg in die TFF 1. Lig: 2009/10